# Eschweiler (Allemagne)
Pour les articles homonymes, voir Eschweiler.

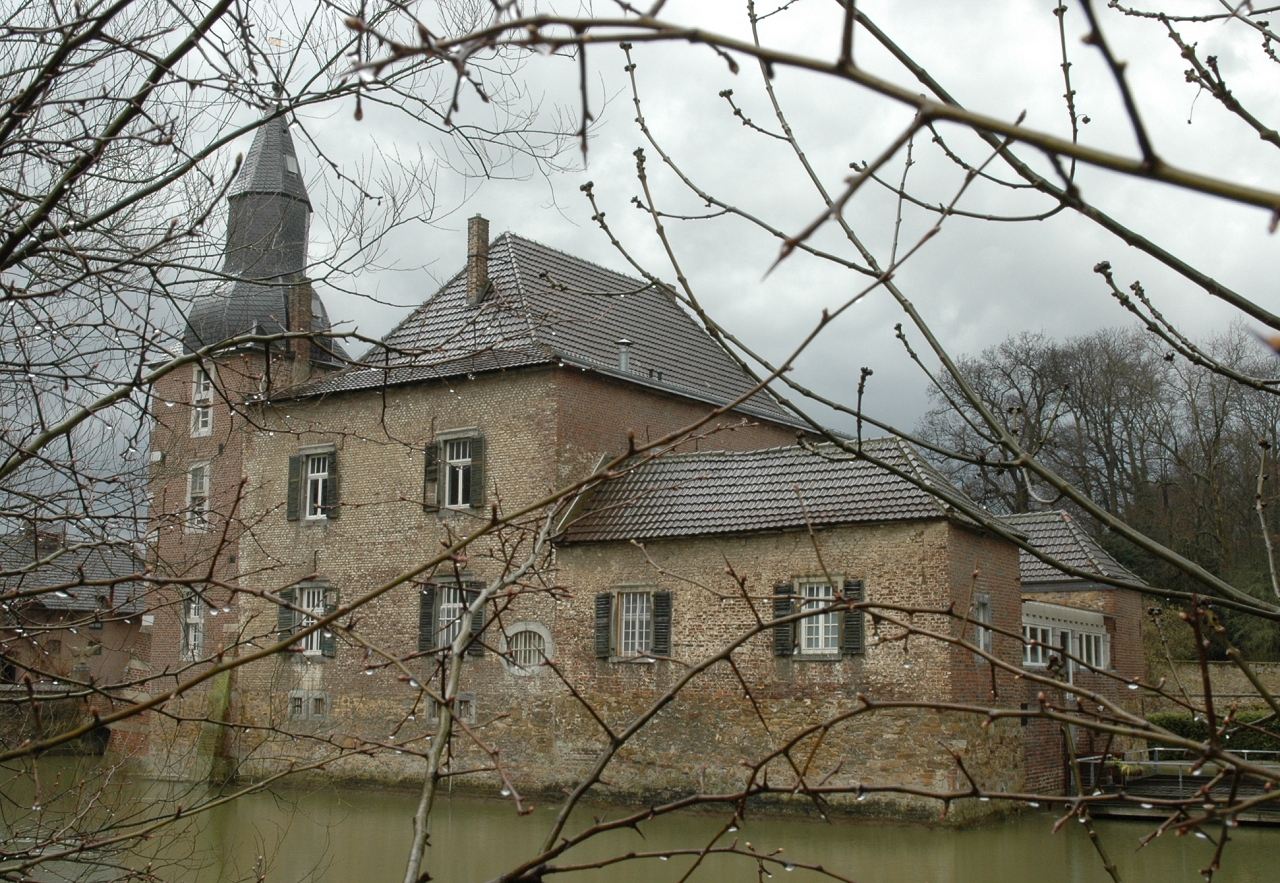
Château de Kambach

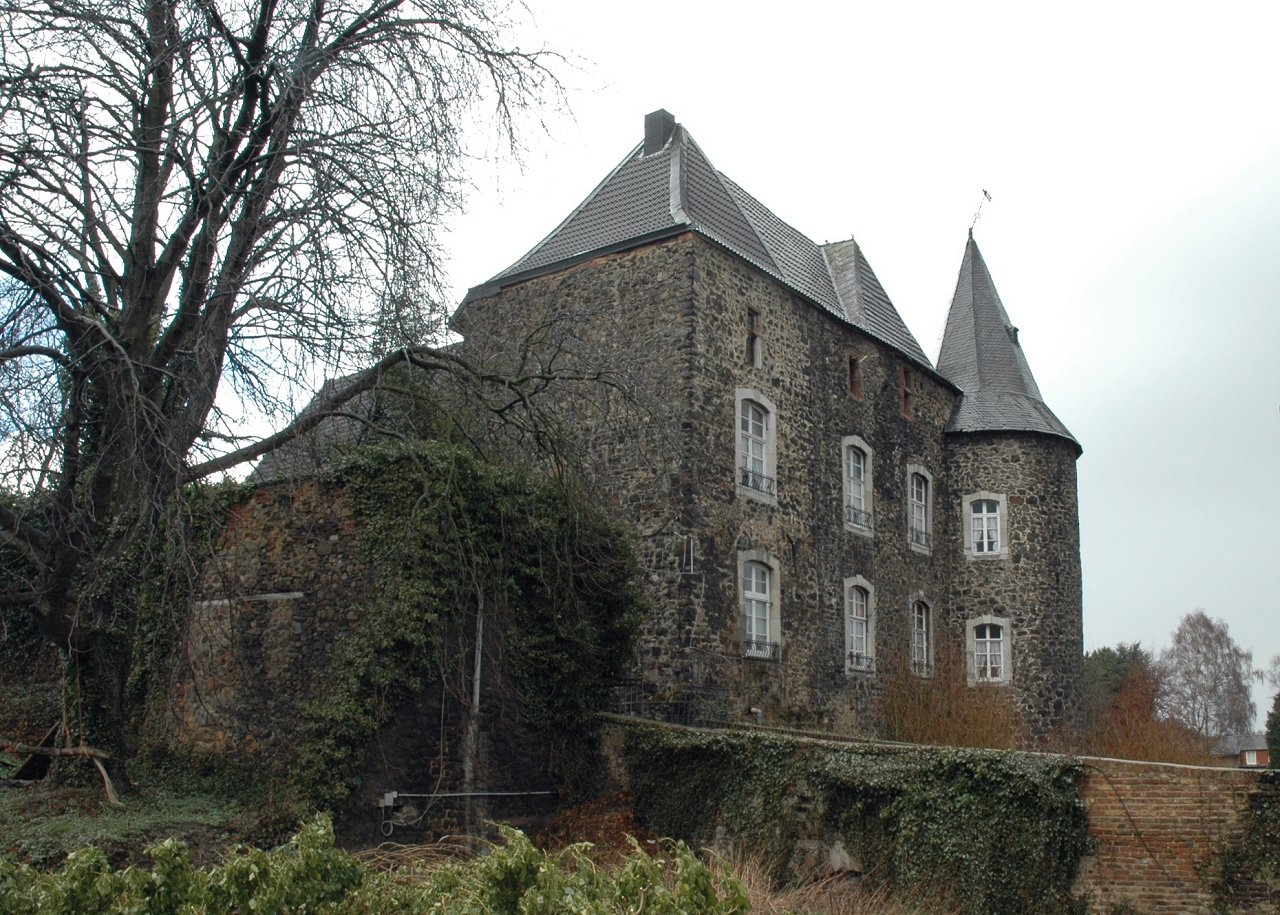
Château de Roethgen

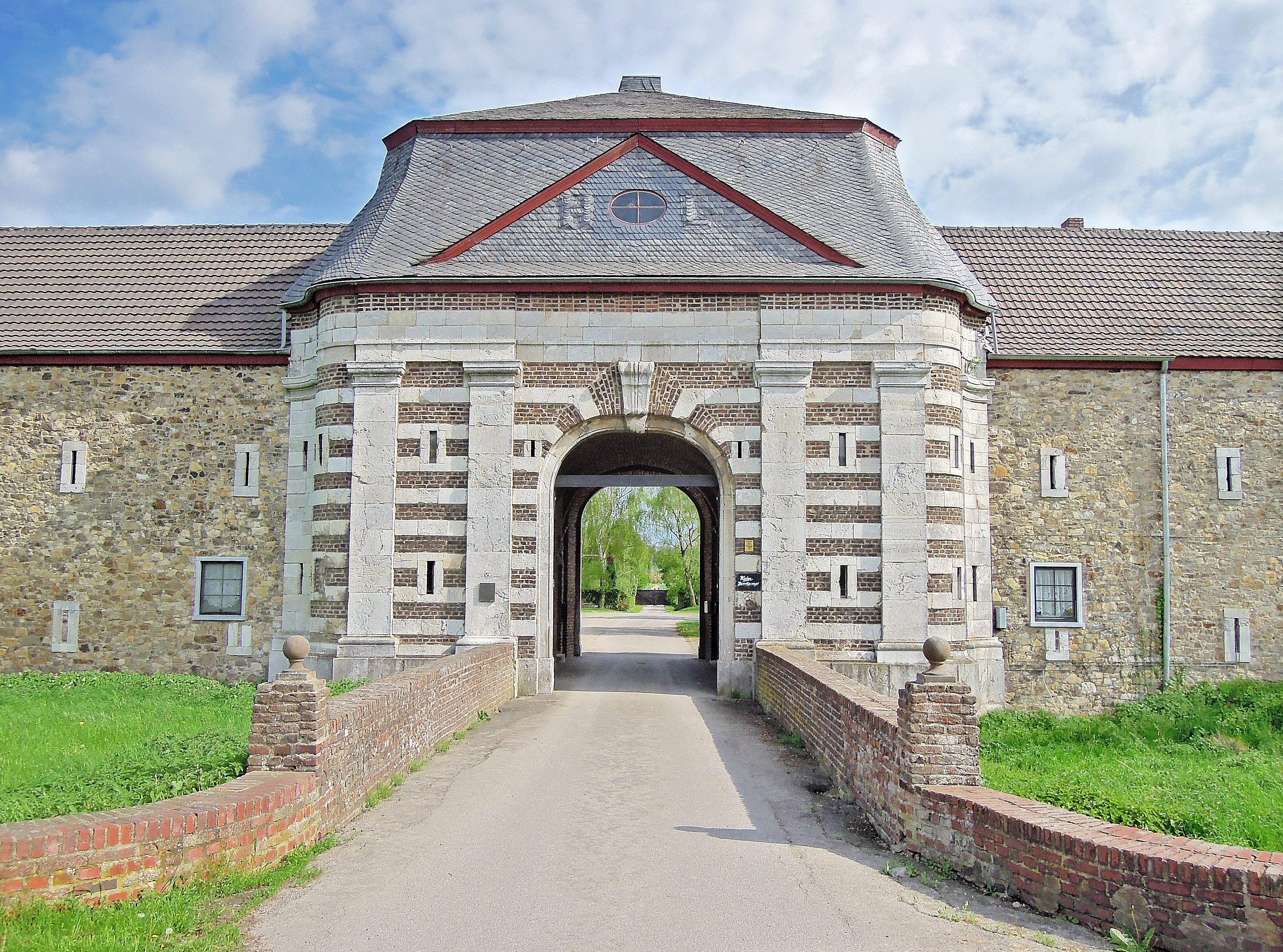
Château de Palant

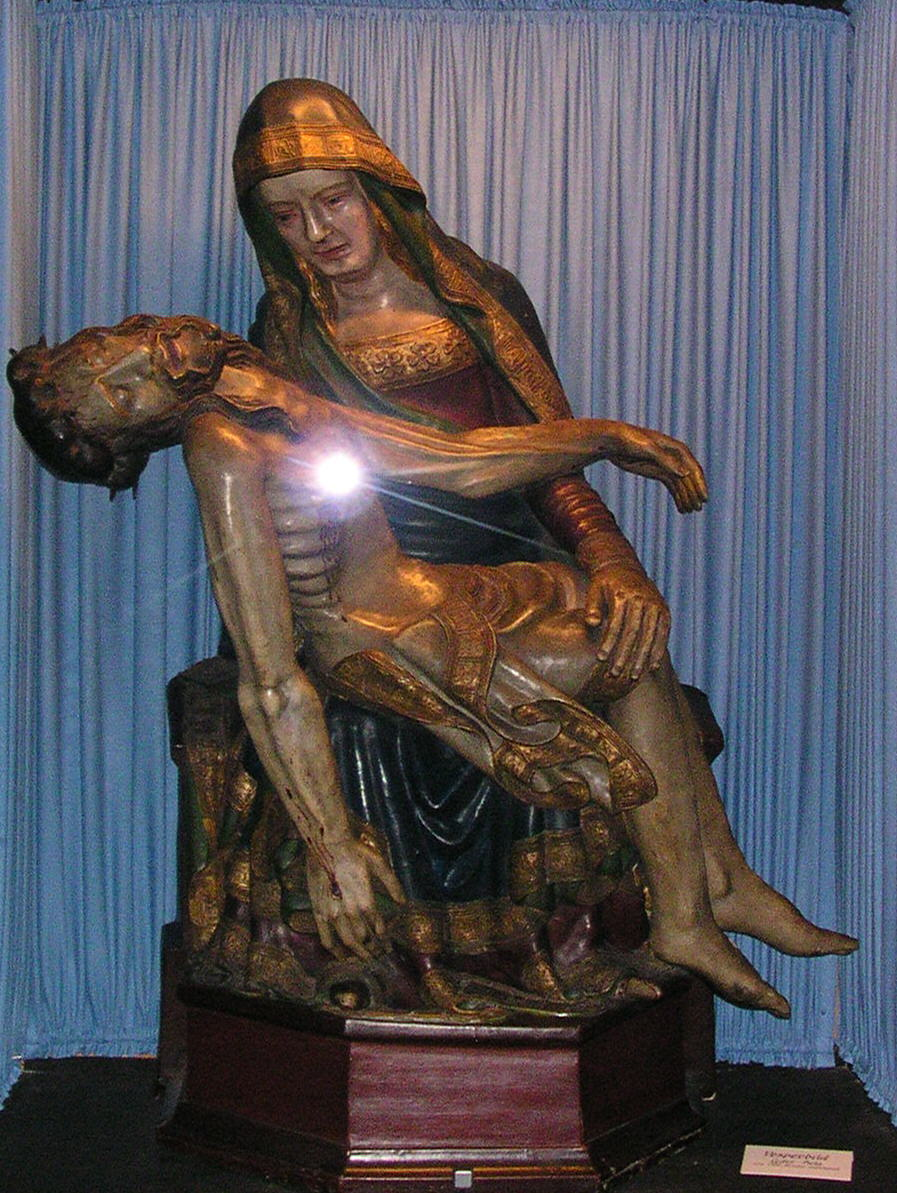
Pietà en cuir

Eschweiler [ˈɛʃˌvaɪlɐ] (français : Exvilliers, tombé en désuétude, latin Ascvilare, dialecte d'Eschweiller Aischwiile) est une ville d'environ 56 000 habitants dans la Région urbaine d'Aix-la-Chapelle en Rhénanie-du-Nord-Westphalie en Allemagne. Eschweiler est une ville industrielle et administrative entourée de verdure : les forêts de Propsteierwald, Stadtwald, Bovenberger Wald et le lac artificiel Blausteinsee (c.-à-d. Lac Pierre-Bleue). Le centre-ville est traversé par l'Inde, un affluent de la Rur (Rour).
Eschweiler est un centre urbain bien développé au sein duquel se situe le siège de plusieurs autorités régionales et d'institutions culturelles, la ville est également un haut lieu du carnaval. En raison de sa situation centrale et de la proximité de l'autoroute, elle représente un nœud d'importance majeur dans le trafic routier de l'arrondissement d'Aix-la-Chapelle. L'exploitation minière à ciel ouvert a marqué la ville de l'époque celtique jusqu'au XXe siècle. D'un point de vue touristique, l'attrait de la ville est marqué par les châteaux et manoirs de la région ainsi que par la zone alluviale de l'Inde et le lac Blausteinsee.
Les dimensions actuelles de la ville ont été fixées en 1972 lors de l'absorption des communes de Dürwiß, Laurenzberg, Lohn et Weisweiler, ainsi que la réinsertion du quartier de Kinzweiler au sein de la ville.

## Géographie
Eschweiler est située sur le versant nord de l'Eifel et forme une transition avec le Börde de Zülpich à l'ouest de la Rhénanie, à proximité de la frontière Allemagne–Belgique-Pays-Bas.
La ville possède plusieurs gares : Eschweiler Hbf (principale), Eschweiler-Talbahnhof (centrale), Eschweiler-Aue, Eschweiler-West, Eschweiler-Nothberg, Eschweiler-Weisweiler, plusieurs sorties sur les autoroutes A4 et A44. Route nationale B264.
Eschweiler est un des centres de carnaval de l'Allemagne.

## Histoire
| Appartenances historiques Comté de Juliers IXe siècle-1336 Margraviat de Juliers 1336-1356 Duché de Juliers 1356-1797 République cisrhénane (Roer) 1797-1802 République française (Roer) 1802-1804 Empire français (Roer) 1804-1813 Royaume de Prusse (Grand-duché du Bas-Rhin) 1815-1822 Royaume de Prusse (Province de Rhénanie) 1822-1918 République de Weimar 1918-1933 Reich allemand 1933-1945 Allemagne occupée 1945-1949 Allemagne 1949-présent |

La toute première référence à la ville d'Eschweiler, remonte à l'an 828 quand Eginhard, le biographe de Charlemagne, la mentionne de façon officielle sous son nom d'alors Ascvilare. 4 500 ans avant Jésus Christ, à l'époque néolithique, le nord d'Eschweiler avait déjà été un lieu d'habitation.
L'exploitation du charbon est déjà mentionnée en 1394. En 1838, la compagnie minière Eschweiler Bergwerksverein est fondée, elle est la première société par actions de toute la Prusse. La fin de l'extraction du charbon dans la région provoqua une reconversion vers l'exploitation du lignite. La centrale électrique à lignite de Weissweiler, une commune voisine, est ainsi alimentée par ce lignite dont l'exploitation à ciel ouvert est située au nord-ouest d'Eschweiller, à Inden.
Eschweiler devint sous le premier Empire chef-lieu de canton dans le département français de la Roer. Après la conquête prussienne en janvier 1814, Eschweiler fut intégré au Royaume de Prusse par le Traité de Paris du 30 mai 1814.
Dès la fin de la Seconde Guerre mondiale durant une cinquantaine d'années, Eschweiler a accueilli sur son territoire des Forces belges en Allemagne. Le Camp «Reine Astrid» était situé dans la forêt de Propsteierwald. La Belgique s'était vu attribuer dans le cadre de l'OTAN un secteur de 60 km de large en Allemagne dans le but de protéger son territoire.

## Jumelages
Wattrelos (France)
 Reigate (Royaume-Uni)

## Manoirs
- Broicher Hof
- Drimbornshof
- Haus Palant
- Nothberger Hof

## Châteaux
- Eschweiler Burg
- Röthgener Burg
- Nothberger Burg
- Kinzweiler Burg
- Haus Kambach (château fort entouré par d'eau, avec un terrain de golf)
- Weisweiler Burg

## Personnalités
- Heinrich Boere (1921-2013), criminel de guerre néerlandais et membre de la Waffen-SS
- Taylan Bulut (2006-), footballeur
- Johannes Bündgens (1956-), évêque auxiliaire d'Aix-la-Chapelle depuis 2006
- Götz Briefs (1889-1974), sociologue catholique, chercheur en éthique sociale
- Willi Dressen (1935-), procureur public au Service central d’enquêtes sur les crimes nazis et historien
- Claus Günkel (1963-), instituteur et interlinguiste
- Thomas Hamacher (1964-), physicien, professeur et chercheur en systèmes énergétiques
- Johann Wilhelm Preyer (1803-1889), artiste-peintre
- Franz Reuleaux (1829-1905), ingénieur et technologue, spécialisé dans l'analyse et la conception des mécanismes
- August Thyssen (1842-1926), industriel allemand
- Martin Schulz (1955-), homme politique, président du Parlement européen
- Anna Sorokin dite Anna Delvey (1991-), escroqueuse russe naturalisée allemande
- Gina Wild (1970-), actrice de films pornographiques

## Photos

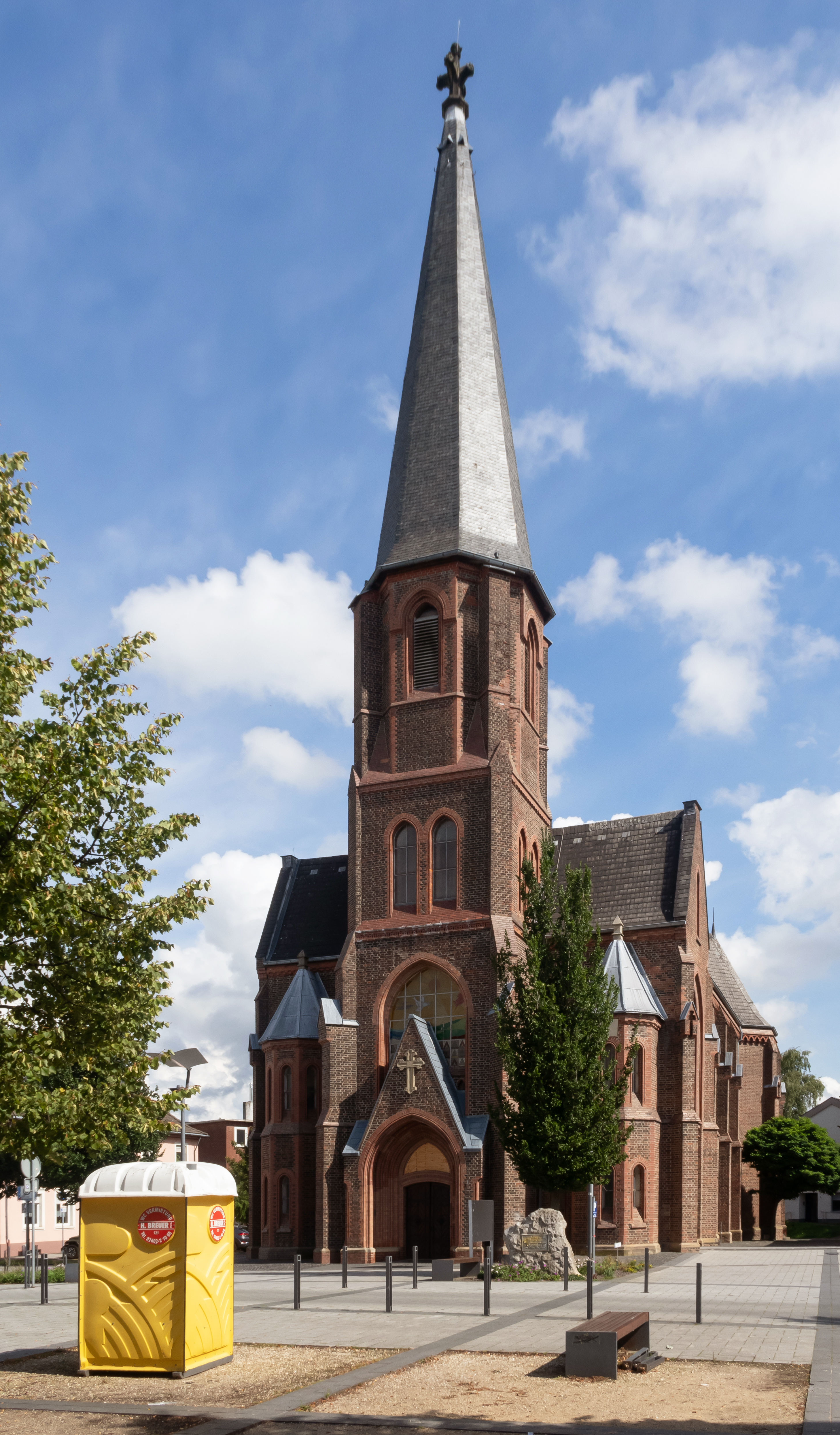
L'église: Dreieinigkeitskirche
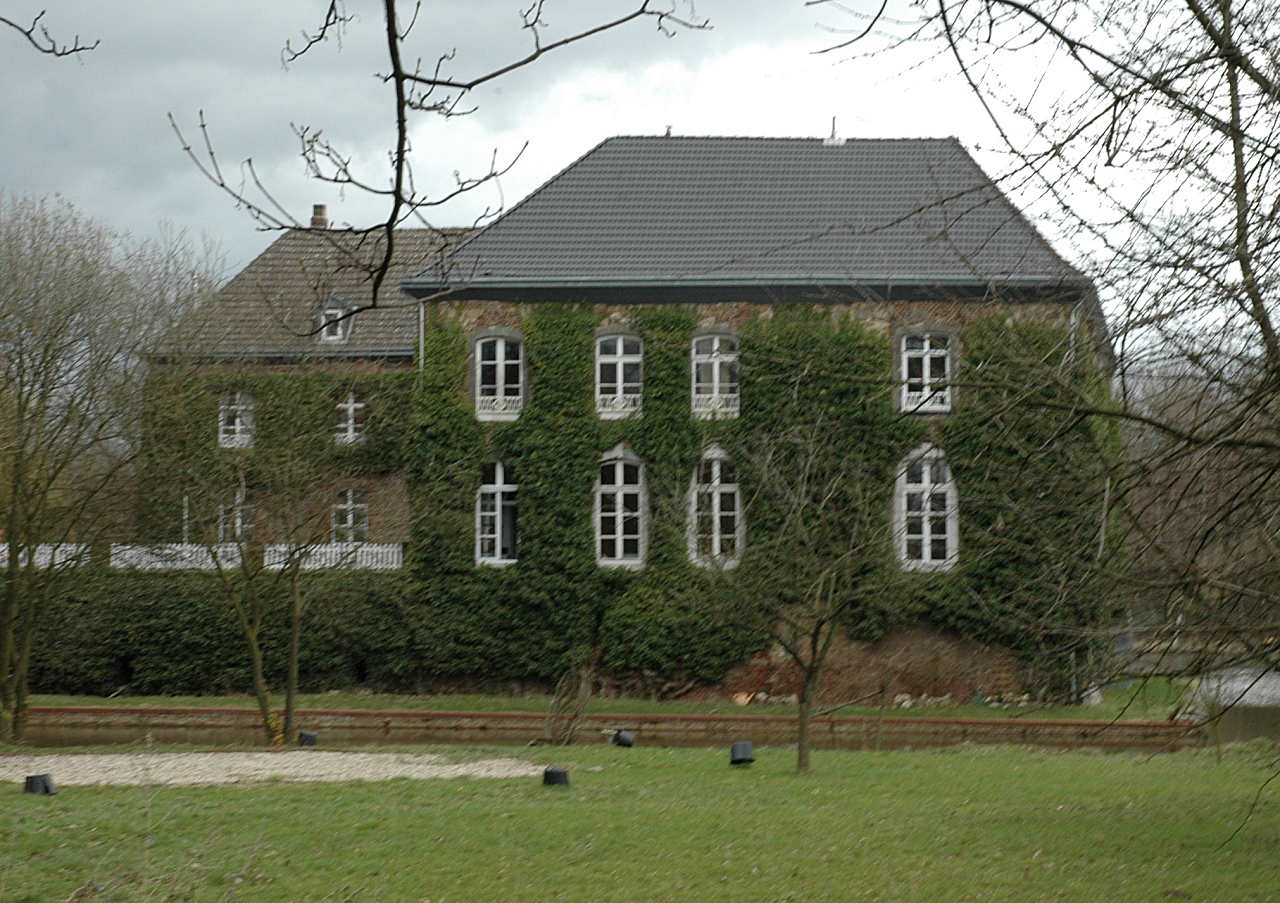
Château de Kinzweiler
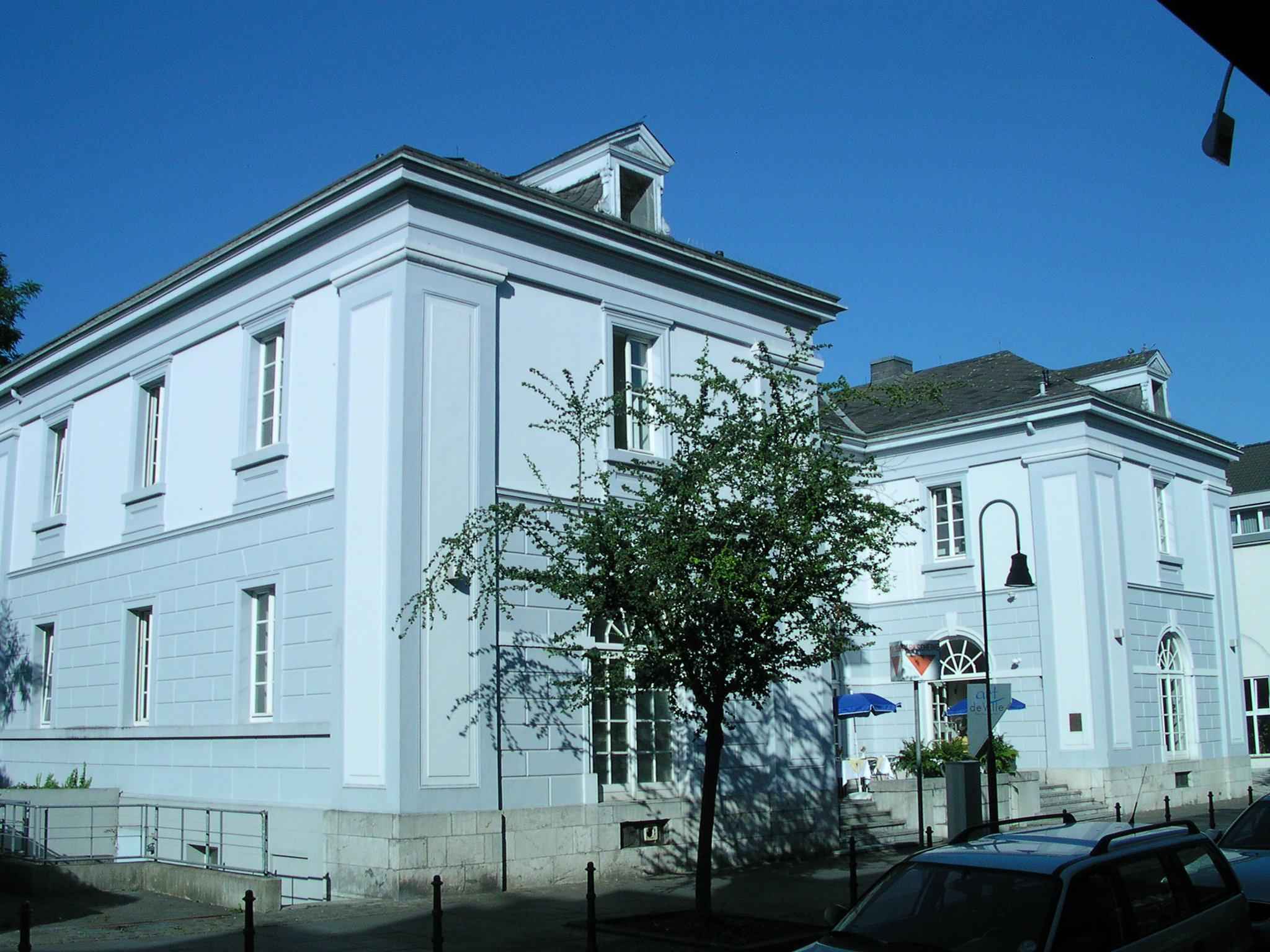
Ancien Hôtel de Ville
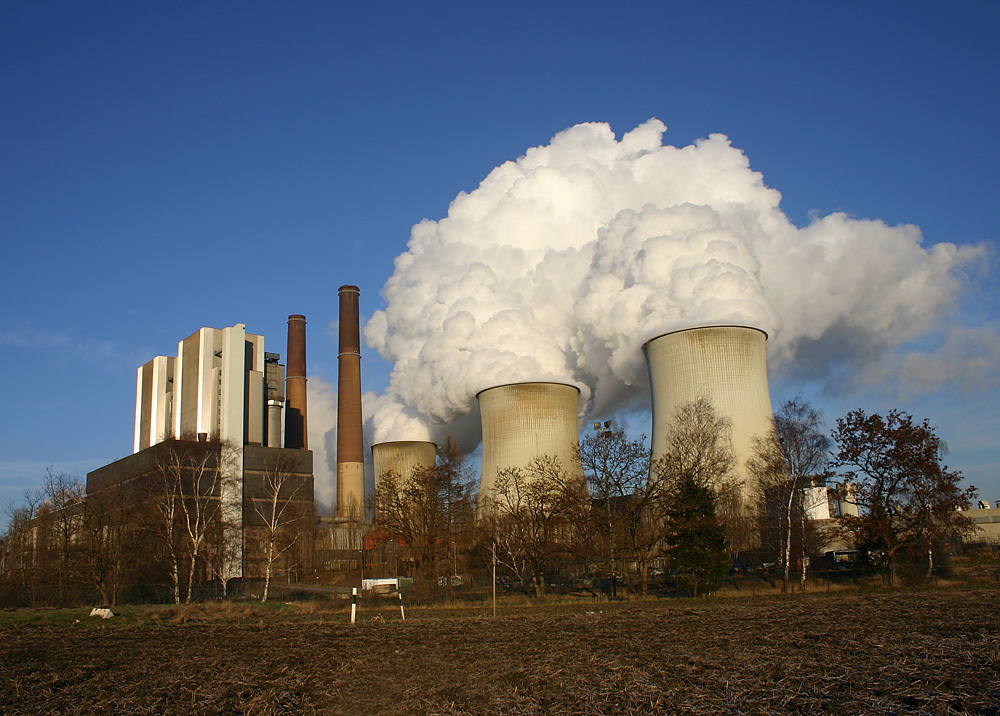
Centrale électrique à côté de l'A 4
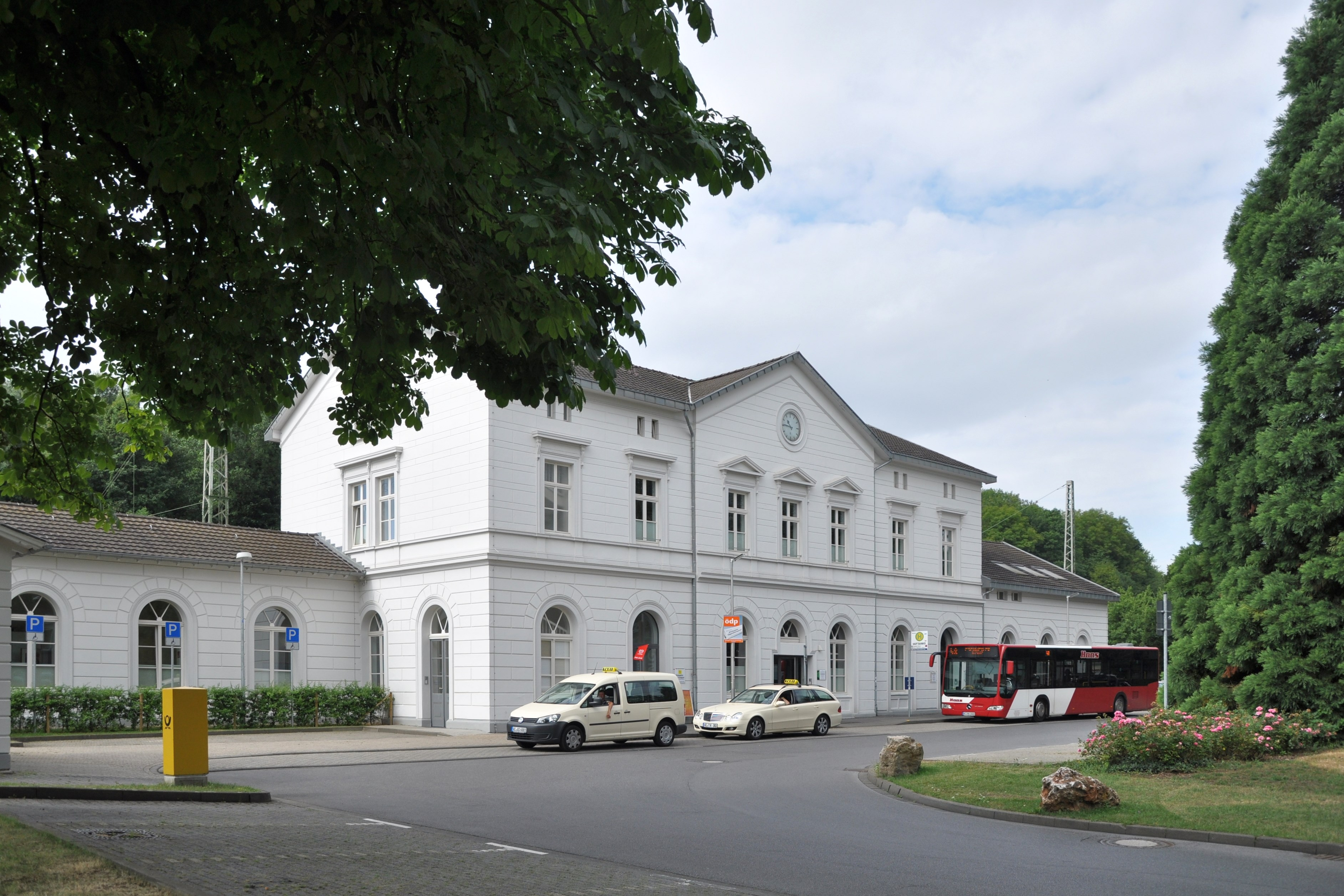
Gare centrale